# Ghizdaru, Giurgiu
Ghizdaru este un sat în comuna Stănești din județul Giurgiu, Muntenia, România.
Între anii 1417-1829 a făcut parte din Raiaua Giurgiu (Kaza Yergöğü) a Imperiului Otoman.